# مقاطعة غرانت (كانساس)
مقاطعة غرانت (بالإنجليزية: Grant County)‏ هي إحدى المقاطعات في ولاية كانساس، الولايات المتحدة الأمريكية.